# Anton Bausch
Anton Bausch (* 9. Januar 1890 in Bruggen; † 17. August 1940) war ein deutscher Politiker (Zentrumspartei) und Landesökonomierat.
Bausch gehörte von 1929 bis 1933 für den Wahlkreis Waldshut-Säckingen dem Badischen Landtag an und war Vorsitzender der Ortsgruppe der Zentrumspartei in Waldshut. Als Landesökonomierat unterrichtete er unter anderem an der Landwirtschaftsschule Bruchsal. Bausch war verheiratet mit Maria Bausch, geb. Schmalz (1871–1970). Er war der Vater des Journalisten, Landtagsabgeordneten (CDU) und SDR-Intendanten Hans Bausch.
Bausch war seit 1929 Ehrenmitglied der katholischen Studentenverbindung KDStV Carolingia Hohenheim im CV.

## Werke
- Paul Körber: Festschrift für die Oberrheinische landwirtschaftliche Ausstellung in Waldshut vom 25. Sept. bis einschließlich 3. Okt. 1926, hrsg. von der Ausstellungsleitung, Landesökonomierat Anton Bausch, 1926.